# Rue Boileau (Paris)
Pour les articles homonymes, voir Rue Boileau.
Ne doit pas être confondu avec Hameau Boileau ou Villa Boileau.
La rue Boileau est une voie du 16e arrondissement de Paris, en France.
Elle ne doit pas être confondue avec une autre rue Boileau, nommée rue Sainte-Anne-en-la-Cité (ou rue Sainte-Anne-au-Palais) jusqu'en 1851 et renommée rue Mathieu-Molé en 1877 (avant de disparaître dans le cadre de l'extension du palais de justice de Paris).

## Situation et accès
La rue Boileau est une voie publique située dans le 16e arrondissement de Paris. Elle commence au 31, rue d'Auteuil et se termine au 188, avenue de Versailles. Orientée grossièrement nord-sud, elle est longue de 975 mètres et large de 12.
Le quartier est desservi par les lignes 9 et 10 aux stations Michel-Ange - Auteuil,  Michel-Ange - Molitor, Exelmans, Église d’Auteuil et Chardon-Lagache.

## Origine du nom
Elle est nommée en l'honneur du poète français Nicolas Boileau, dit Boileau-Despréaux (1636-1711), poète, traducteur, polémiste et théoricien de la littérature, qui habita cette rue.

## Historique
Cette voie de l'ancienne commune d'Auteuil, indiquée sur le plan de Roussel de 1730, est appelée au XVIIe siècle « rue des Garennes », nom provenant d'un lieu-dit qui existait au XVe siècle.
Elle débutait alors à la jonction des rues Molière et Grande-Rue dont la réunion a formé l'actuelle rue d'Auteuil. Elle conduisait à la potence de la justice des seigneurs d'Auteuil qui se trouvait à proximité de l'actuelle place de la Porte-de-Saint-Cloud.
C’est dans cette rue des Garennes, qui portera plus tard son nom, que Nicolas Boileau achète une maison le 10 août 1685 pour la somme de 8 000 livres. Elle consiste « en un corps de logis appliqué à deux étages, outre le rez-de-chaussée, une cour, une écurie et remise de carrosse et un jardin clos de murs ».
La rue prend sa dénomination actuelle en 1792 et est classée dans la voirie parisienne par un décret du 23 mai 1863.
Le 3 septembre 1943, sous l'Occupation, le sud-ouest de la capitale est la cible de bombardements de l’aviation anglo-américaine. Trois maisons sont détruites dans la rue.

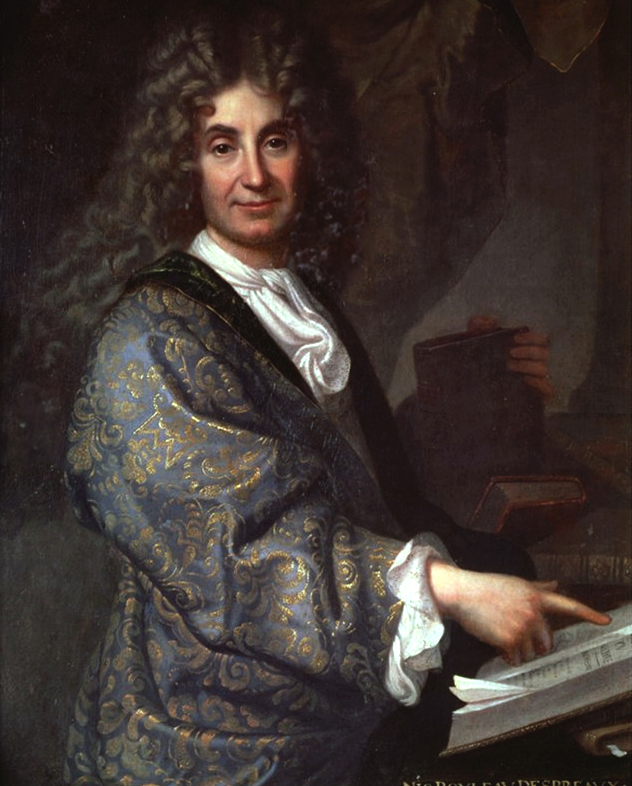
Nicolas Boileau avait une maison à l'emplacement du no 26 actuel.
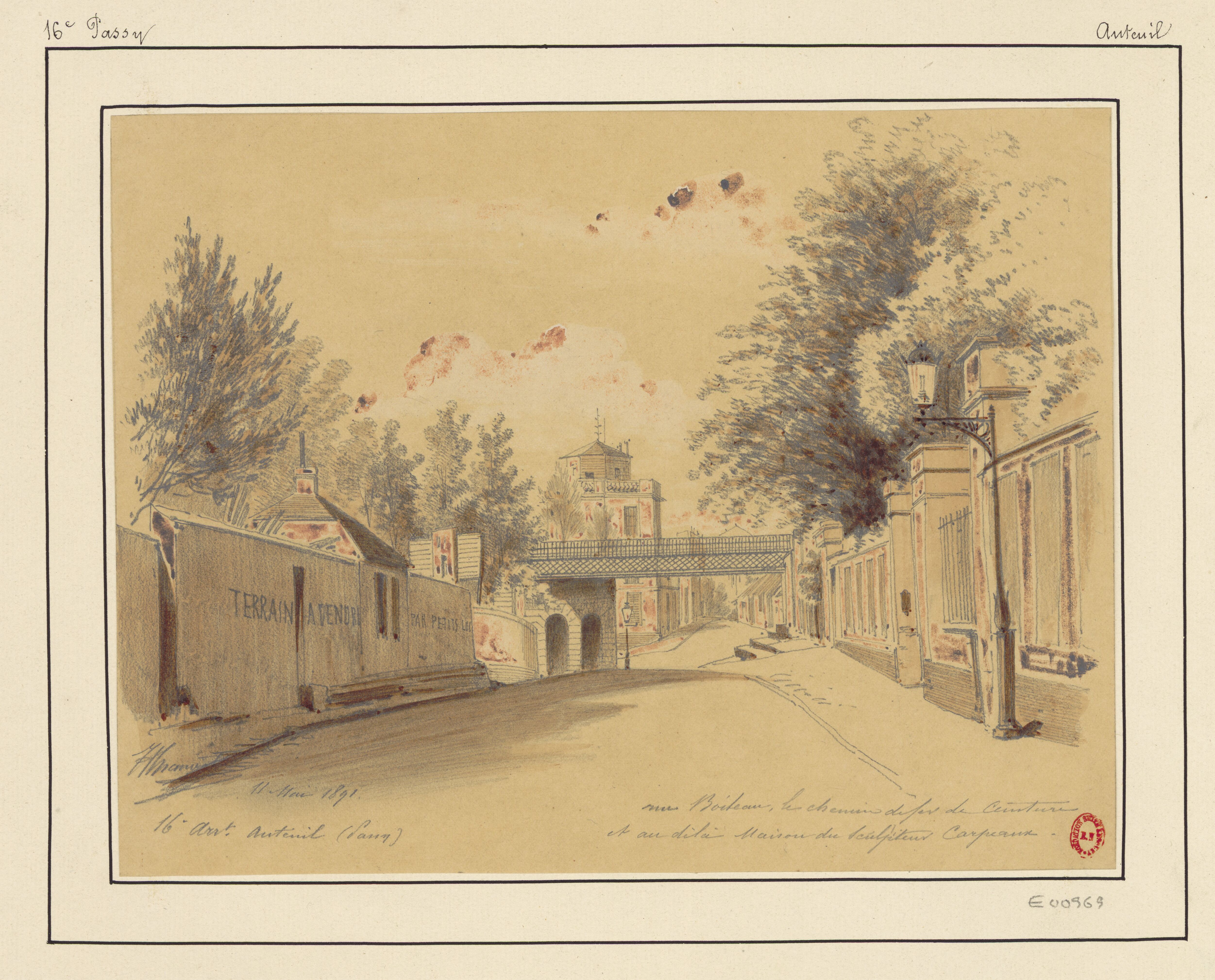
La rue Boileau en 1891, avec le pont du chemin de fer de ceinture (dessin de Jules-Adolphe Chauvet).

## Bâtiments remarquables et lieux de mémoire
- No 7 : le dramaturge Nicolas Evreïnoff (1879-1953) a vécu à cette adresse. Une plaque lui rend hommage.
- No 12 : clinique où Maurice Ravel s'éteint le 28 décembre 1937 après son opération de la dernière chance. L'actrice Corinne Luchaire est également morte en cet endroit en 1950[3]. Un bâtiment moderne a été construit à cette adresse en 1969.
- No 14 : emplacement de la mairie du village d'Auteuil entre 1844 et les années 1870 (le bâtiment est incendié lors de la Commune de Paris en 1871)[4].
- No 17 : école élémentaire publique d'application.
- No 22 : siège du groupe NRJ.
- No 26 : la maison de Nicolas Boileau se situait à ce numéro[5].

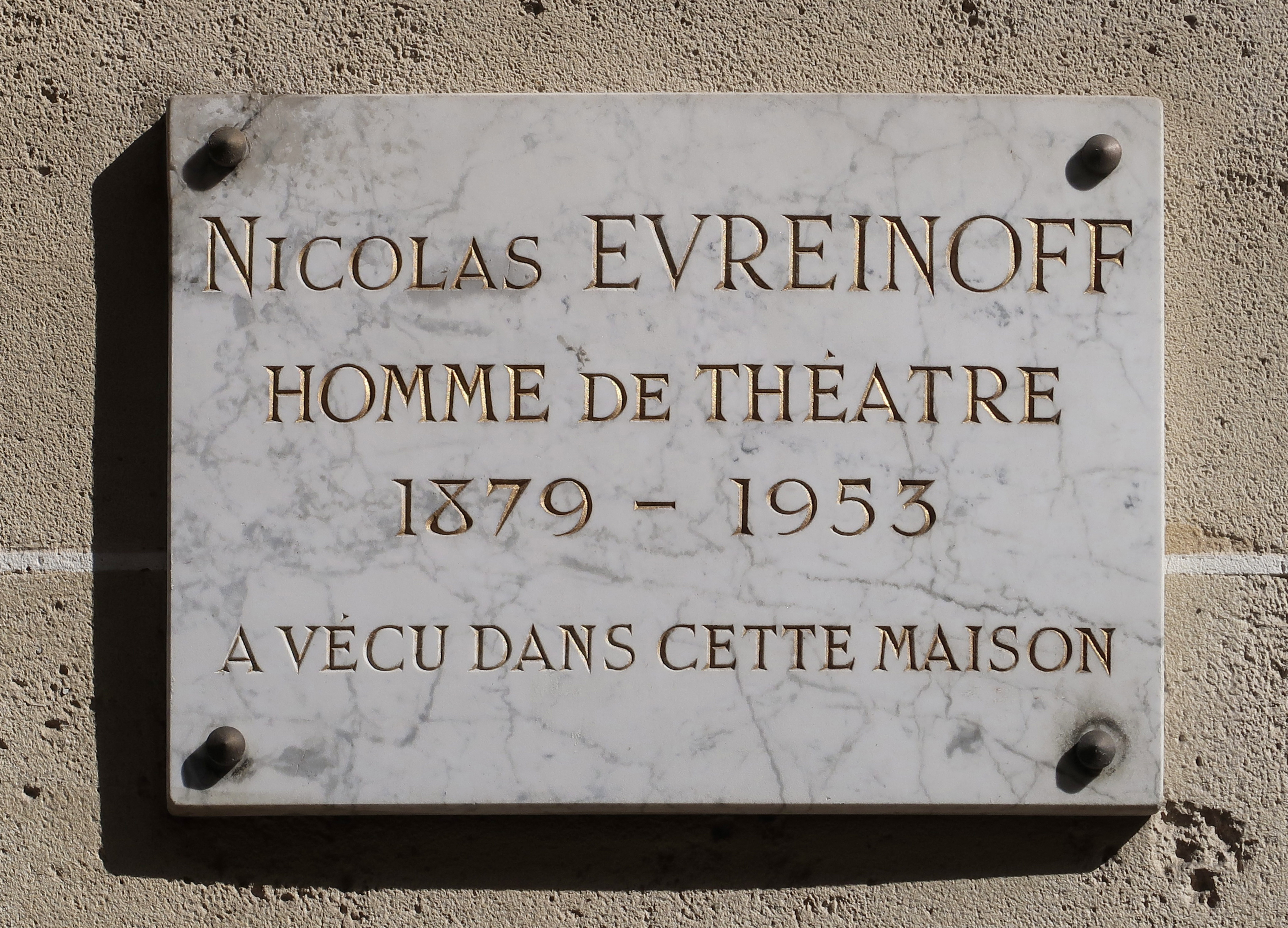
Plaque au no 7.
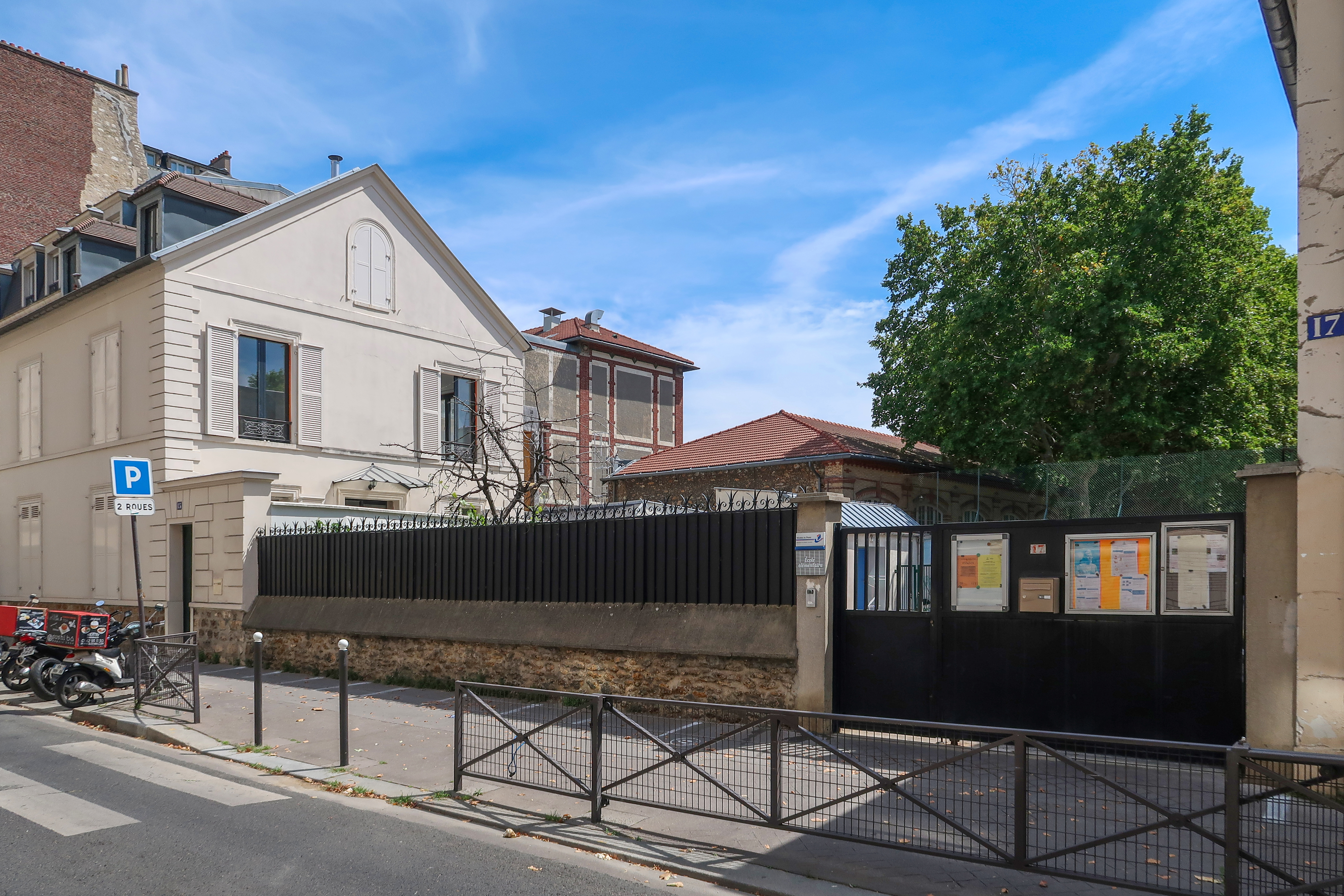
École élémentaire au no 17.
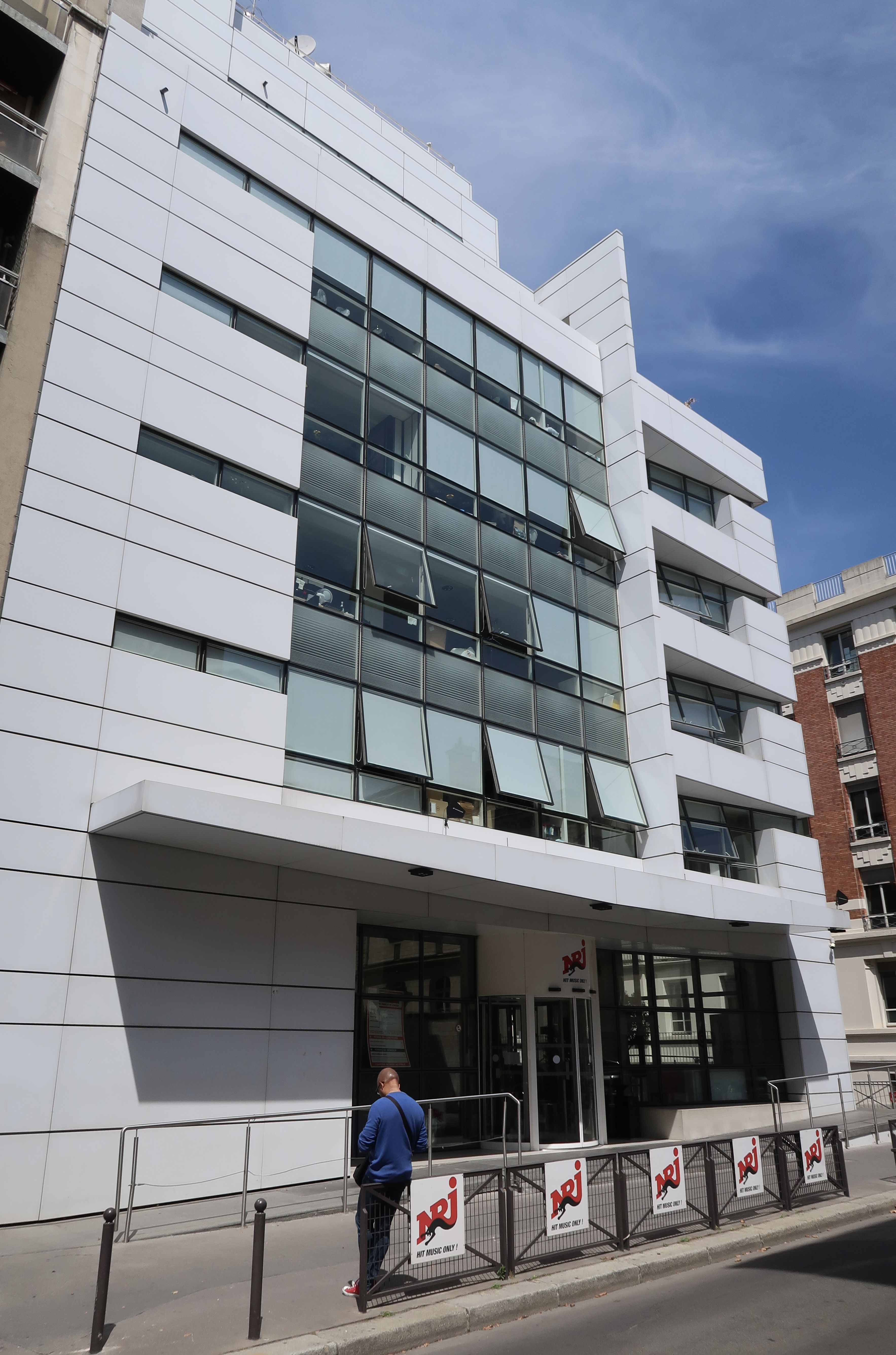
Siège de NRJ.

- No 34 : hôtel Roszé, construit en 1891 par Hector Guimard[6].
- No 37 : à cette adresse vécut dans les années 1930 le danseur, peintre et sculpteur américain Paul Swan, décrit comme « le plus bel homme du monde[7] ». En 2023, on trouve à cette adresse un hôtel de tourisme de 25 chambres.

37, rue Boileau
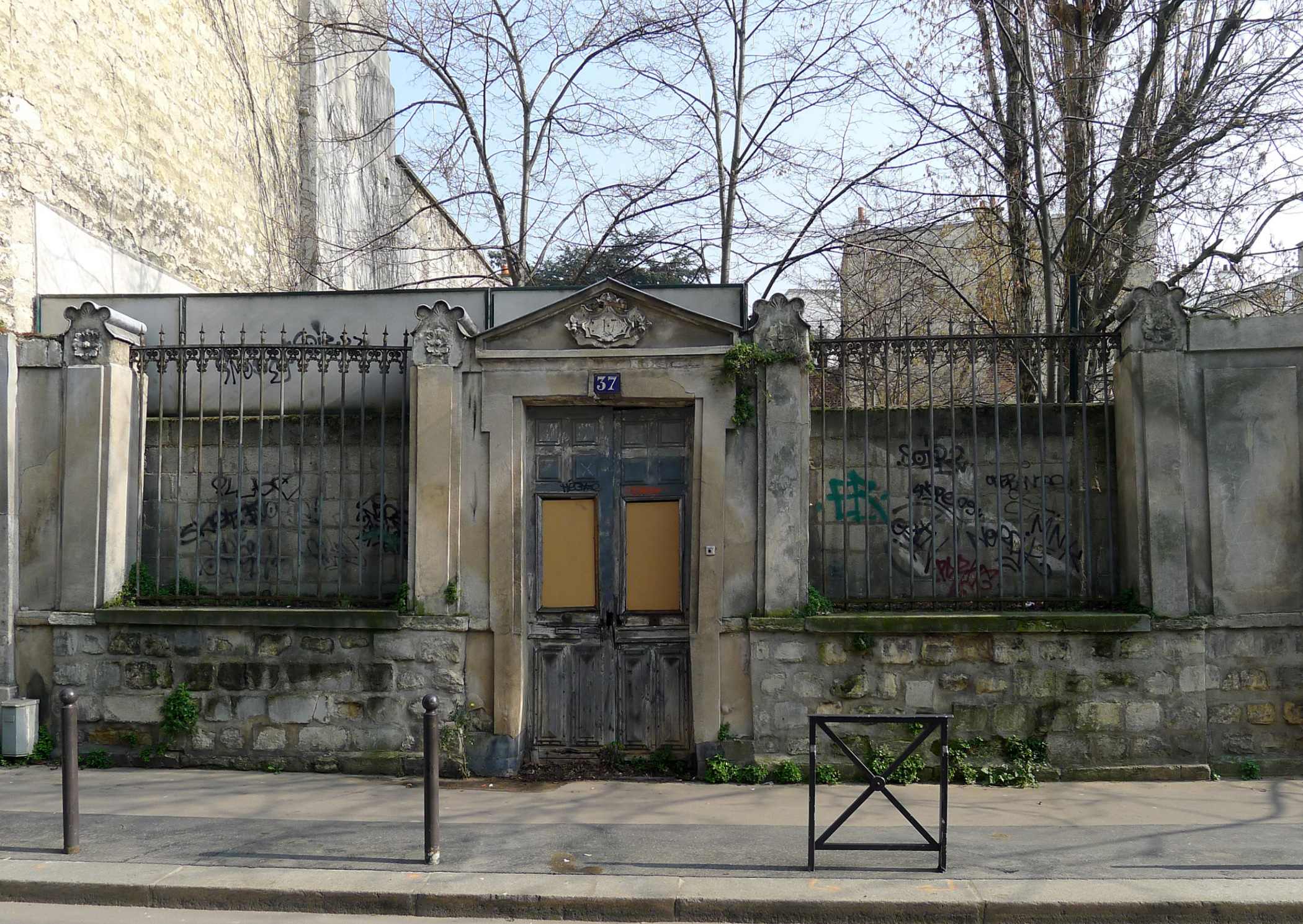
État de la porte en 2014.
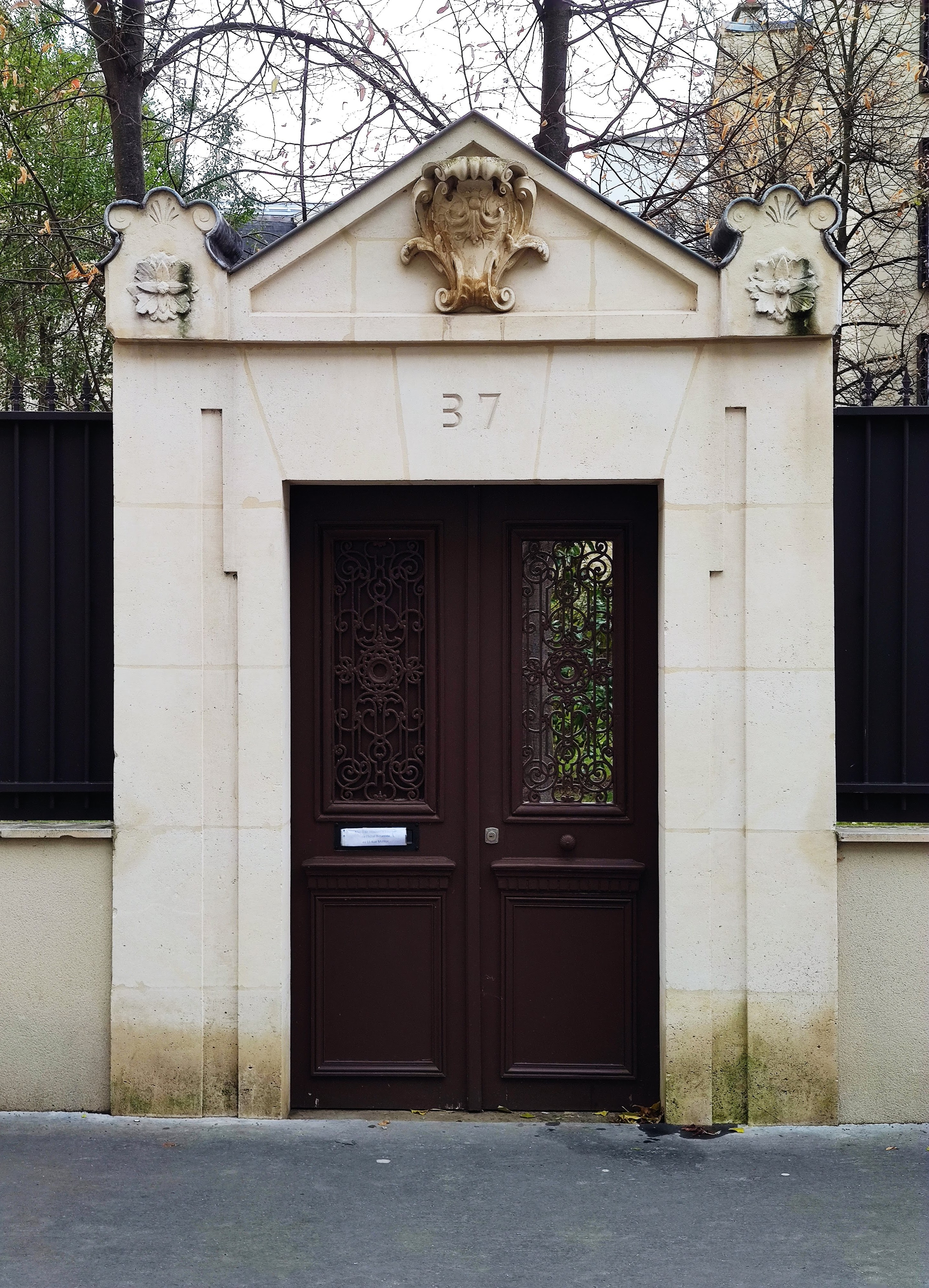
État de la porte en 2023.

- No 38 : entrée du hameau Boileau, villa créée en 1838 (résidence privée) dans ce qui était à l'époque une banlieue peu urbanisée de Paris.
- No 40 : bâtiment de l'ambassade d'Algérie en France qui accueille l'École internationale algérienne en France Malek-Bennabi (EIAF) ; édifice construit en 1906 pour le peintre Lucien Simon par les architectes Joachim Richard et Henri Audiger et décoré par les céramistes Alphonse Gentil et Eugène Bourdet. Doté d'un style architectural inspiré de l'Afrique du Nord et couvert de carreaux de grès, il s'agit de l'un des premiers bâtiments en béton armé de la capitale[8],[9].

- Nos 41-43 : pavillon construit à la fin du XIXe siècle de style néo-Louis XIII. En 1901 s'y installe l’Œuvre des Grands Malades, destinée à accueillir des malades incurables et des indigents. En 1945, l'institution est reprise par la Légion de Marie, mouvement international catholique de laïcs[10], qui bientôt n'héberge plus de malades mais les visite à domicile. En 1958, un nouveau bâtiment avec façade vitrée est construit en fond de parcelle. Au début des années 2020, un projet immobilier menace de destruction la totalité de ce bâti[11].
- No 42 : ambassade de Namibie en France.
- No 49 : dans cet immeuble vécut la speakerine Jacqueline Huet, qui s’y donna la mort le 7 octobre 1986.

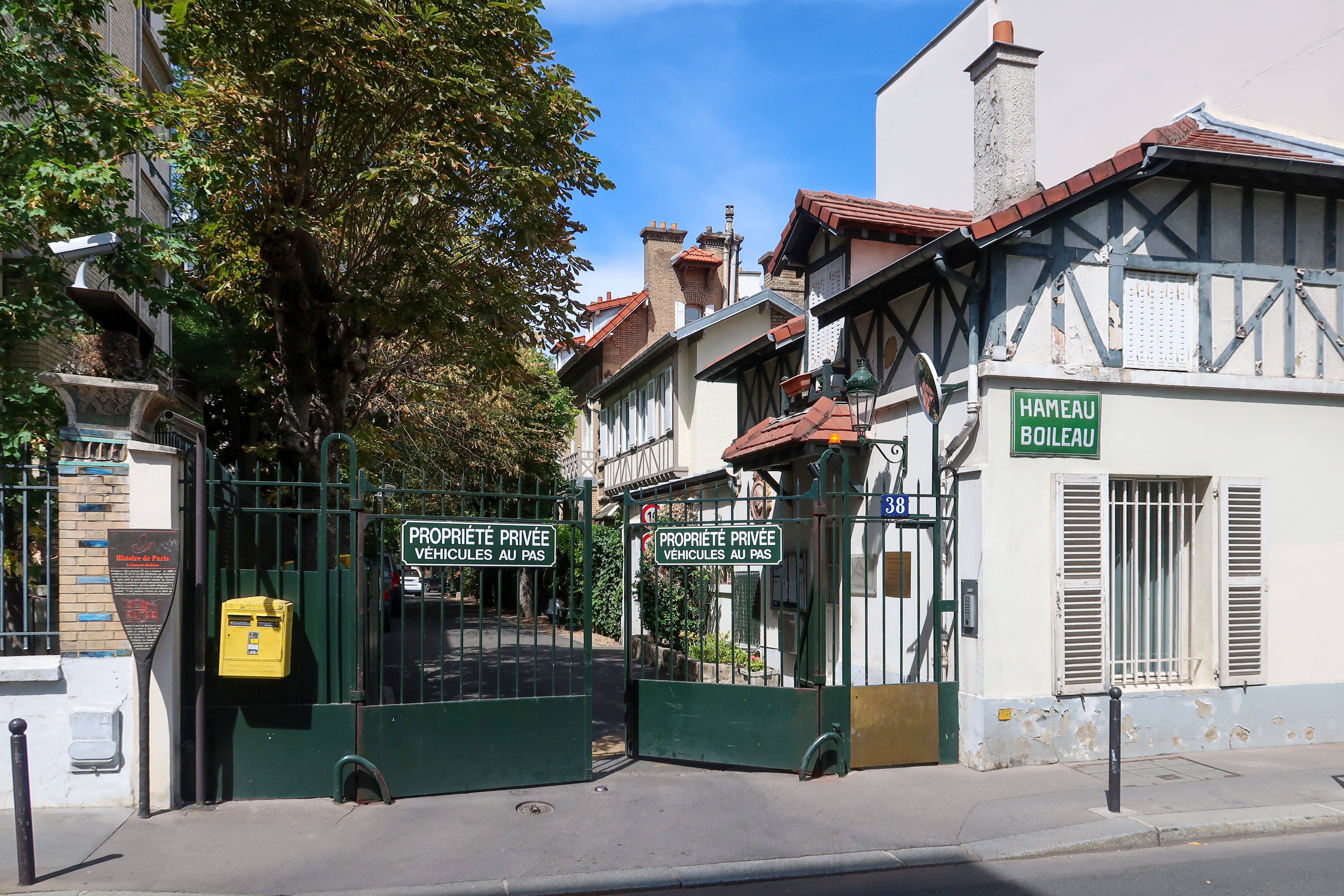
No 38 : entrée du hameau Boileau.
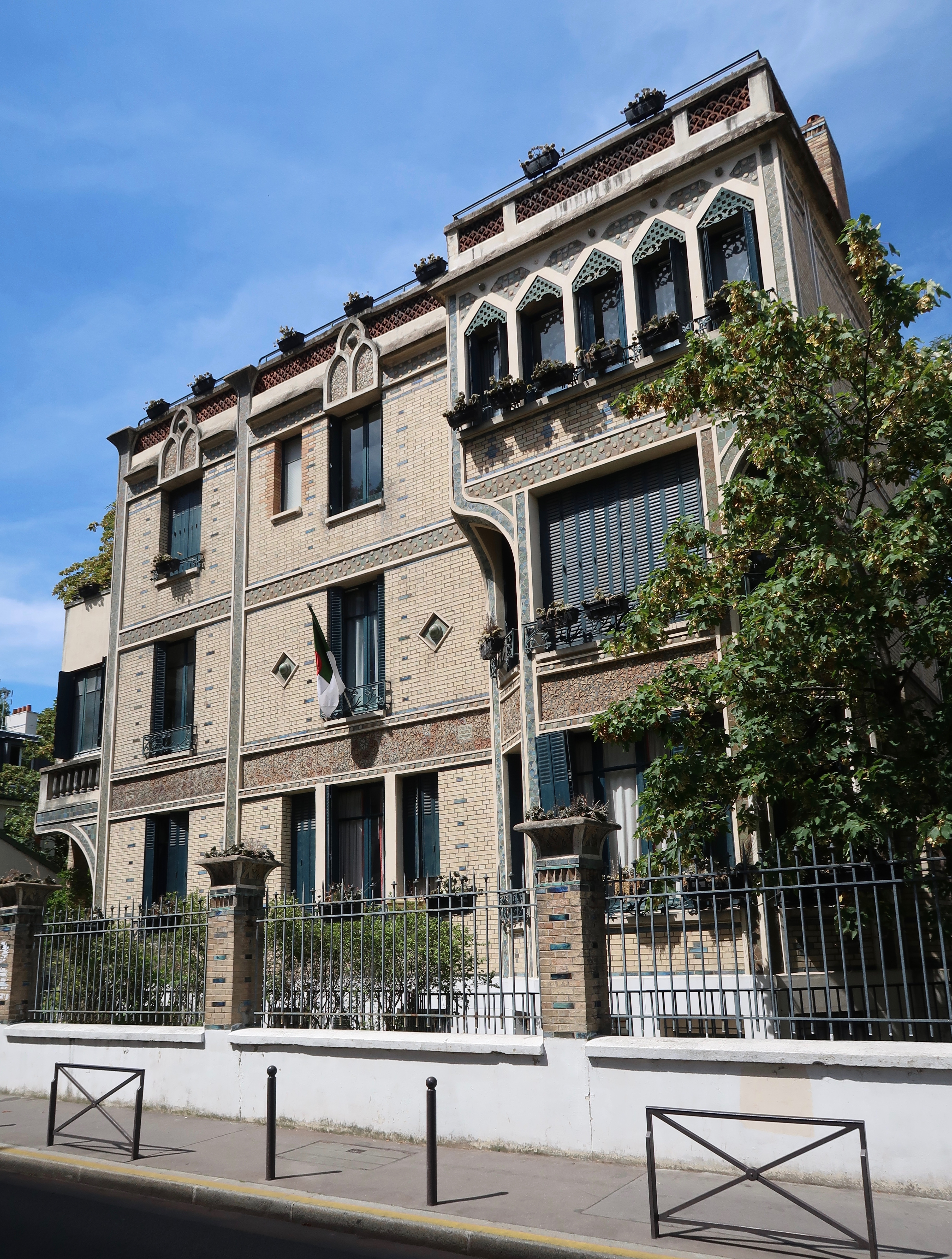
École internationale algérienne Malek-Bennabi au no 40.
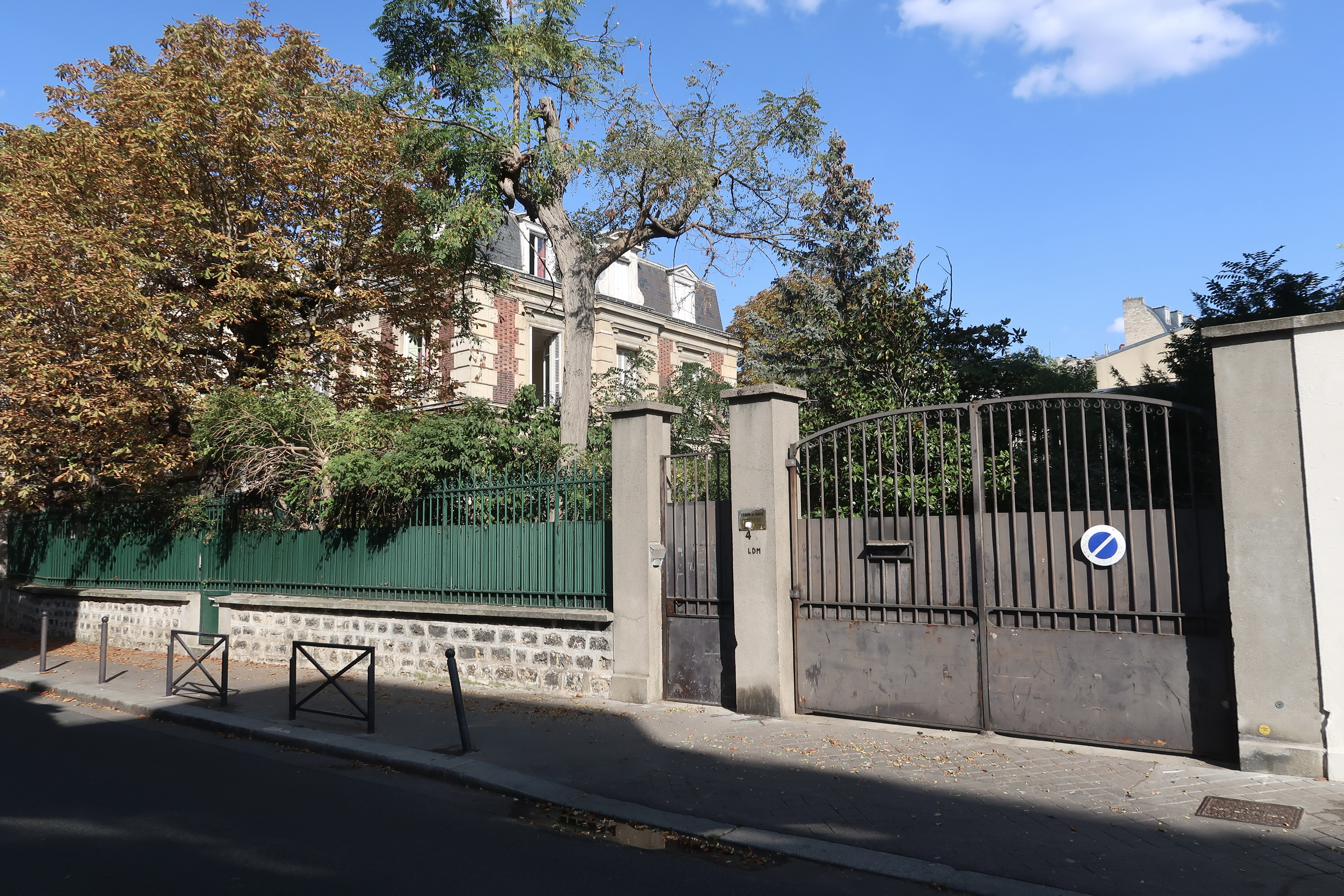
Légion de Marie au no 41-43.

- No 60-66 : siège de l'ambassade du Viêt Nam en France de 1977 à 2014. Le bâtiment, sur lequel flotte toujours le drapeau vietnamien, est décrit par So Film comme « une immense pagode moderne en céramique blanche ». Il remplace un hôtel particulier où a été tourné le film La Grande Bouffe (1973)[12].
- No 63 : école élémentaire publique.
- No 67 : Laboratoire Aérodynamique Eiffel de Gustave Eiffel. Inauguré en 1912 au croisement avec la rue de Musset, il s'agit de l'un des premiers laboratoires aérodynamiques du monde. En 1920, l'ingénieur le lègue aux services techniques de l'aéronautique. En 1929, il est affecté à la Chambre syndicale des industries aéronautiques[13].
- No 79 : maison de ville avec jardin.
- No 80 : école primaire (maternelle et élémentaire) privée Lamazou.
- No 84 : villa Cheysson (résidence privée). La villa Cheysson fait partie d'un ensemble de 3 petites rues, nommées villas, formant avec la villa Dietz-Monnin et la villa Émile-Meyer une entité appelée villa Mulhouse. Édifiée à partir de 1860 et achevée en 1892, la villa Mulhouse comprend 67 pavillons.
- No 87 : immeuble construit en 1915 (architecte Gaston Ernest[14]).
- No 102 : le peintre Maximilien Luce avait son atelier à ce numéro de 1900[15] à 1920[16].
- No 106 : salle Familial Cinéma (Boileau Cinéma, Electric Cinéma), ouverte en 1915 et fermée vers 1923[17].

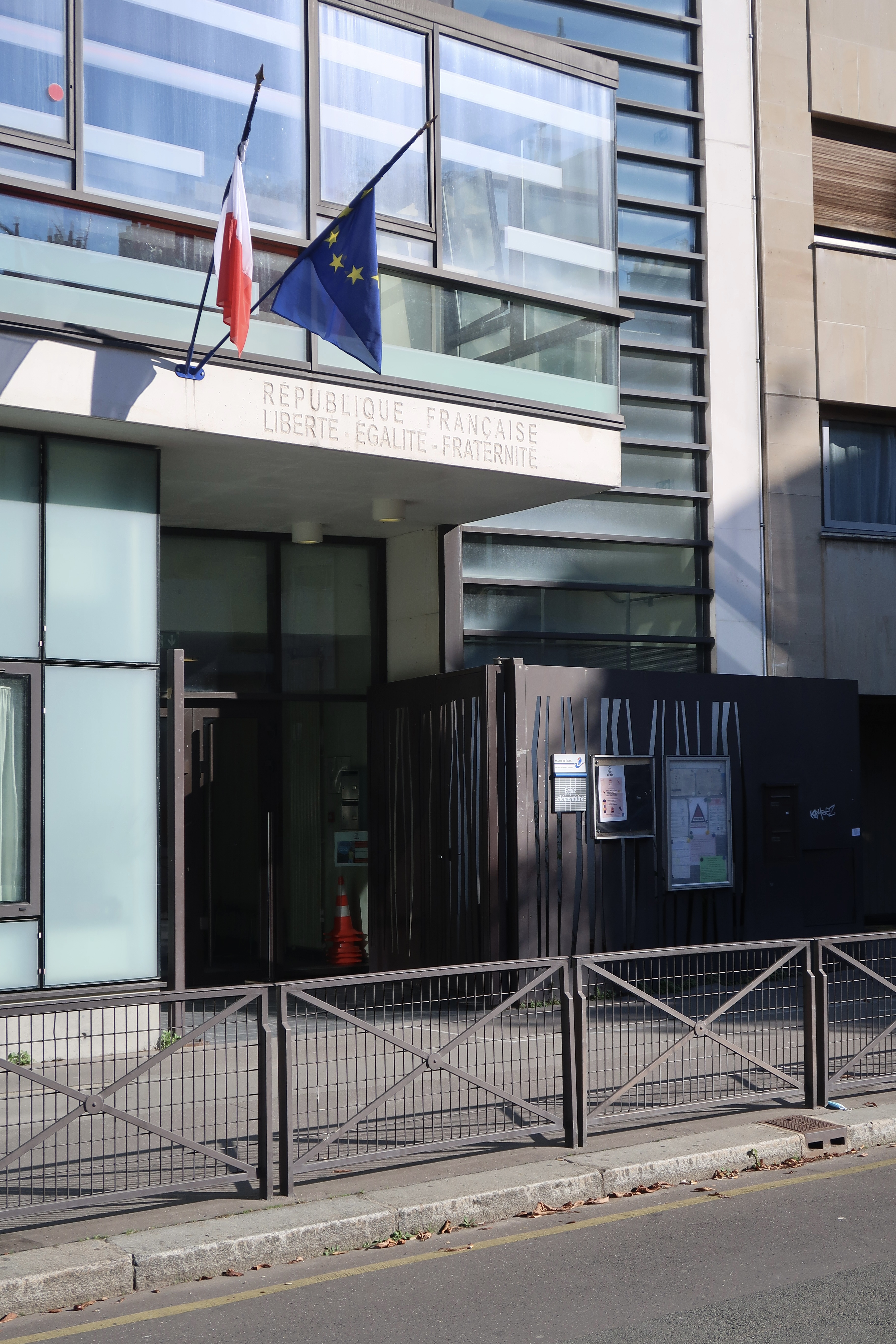
École élémentaire au no 63.
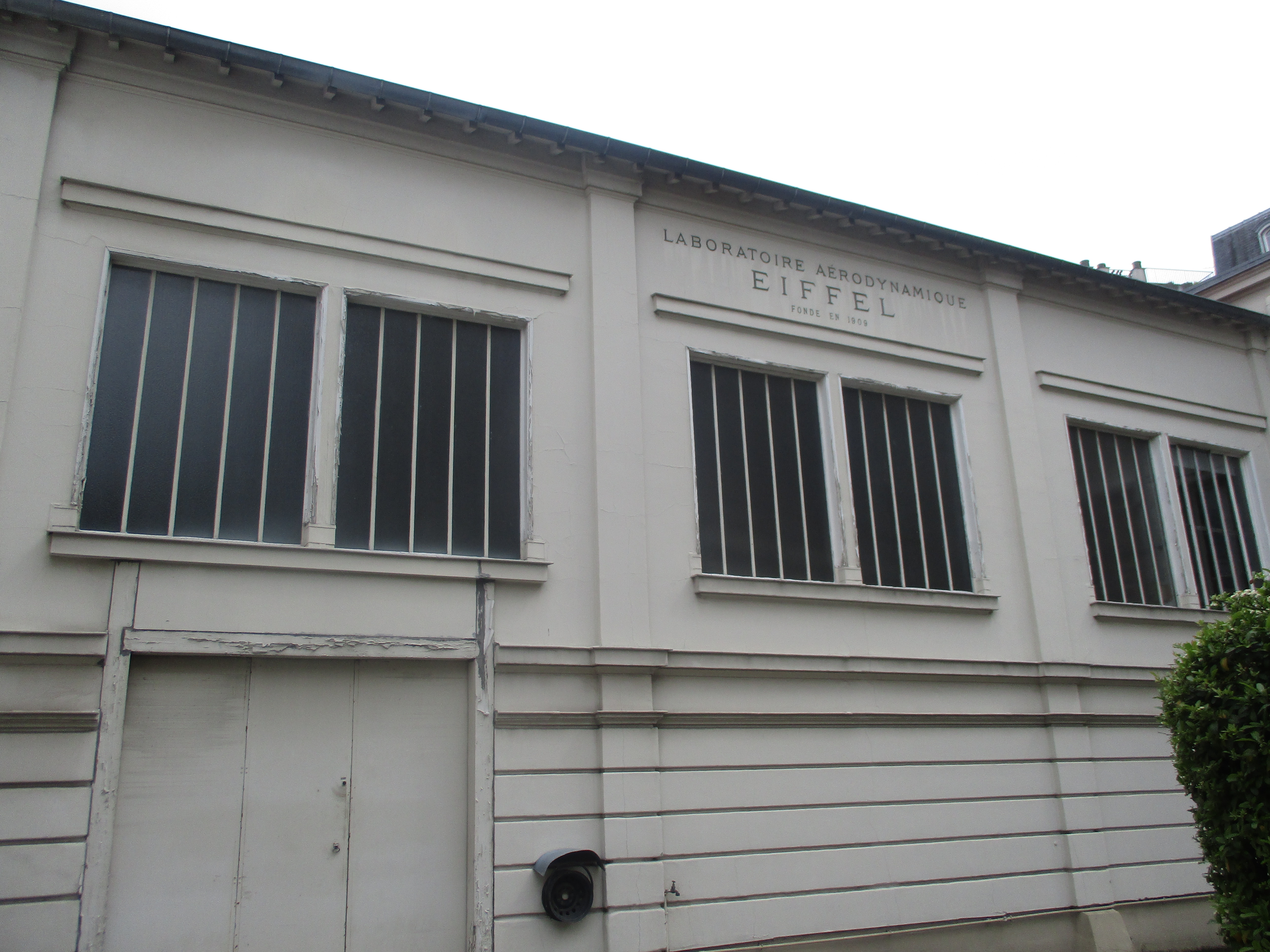
Laboratoire aérodynamique Eiffel au no 67.
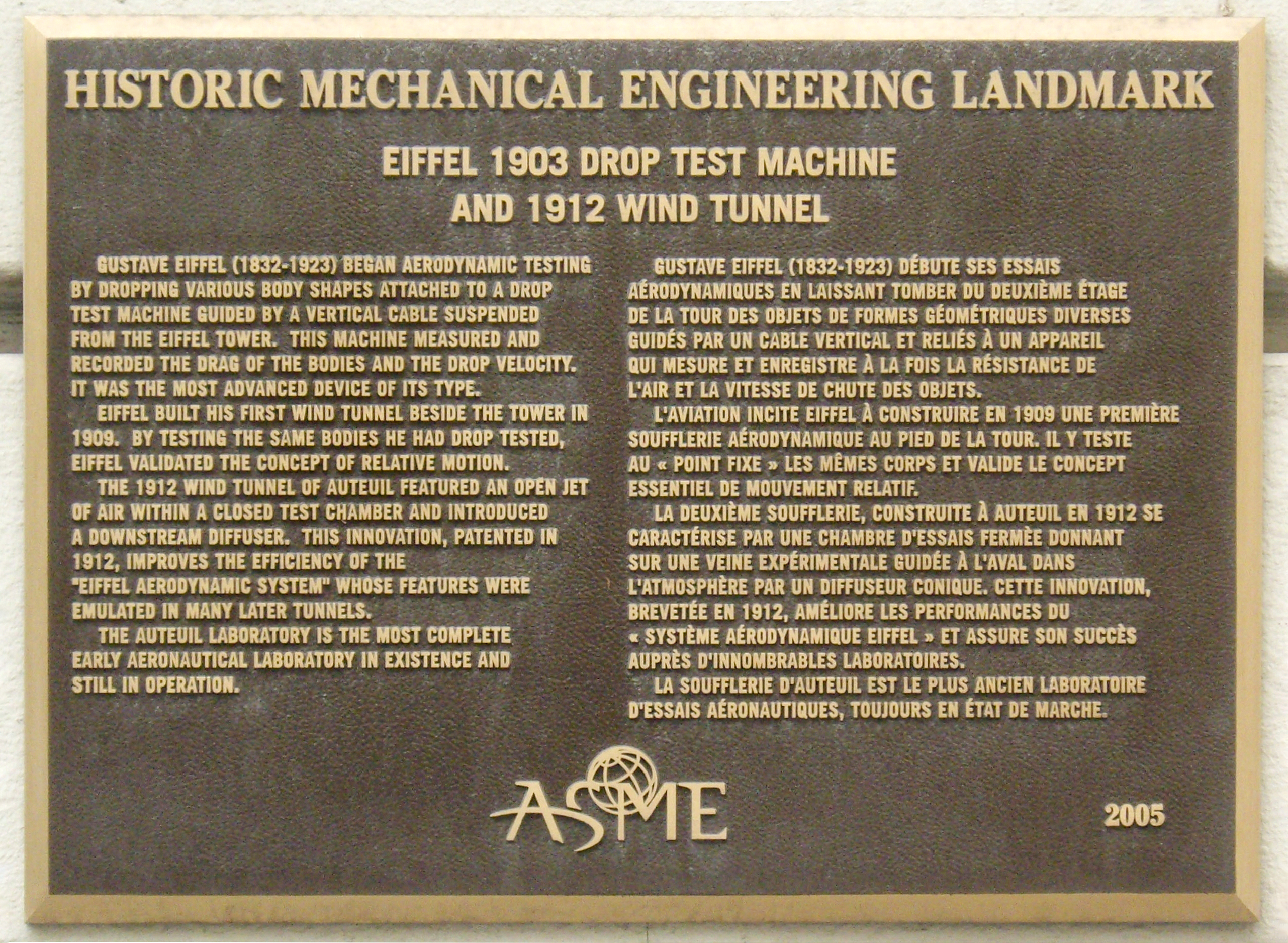
Plaque au no 67.
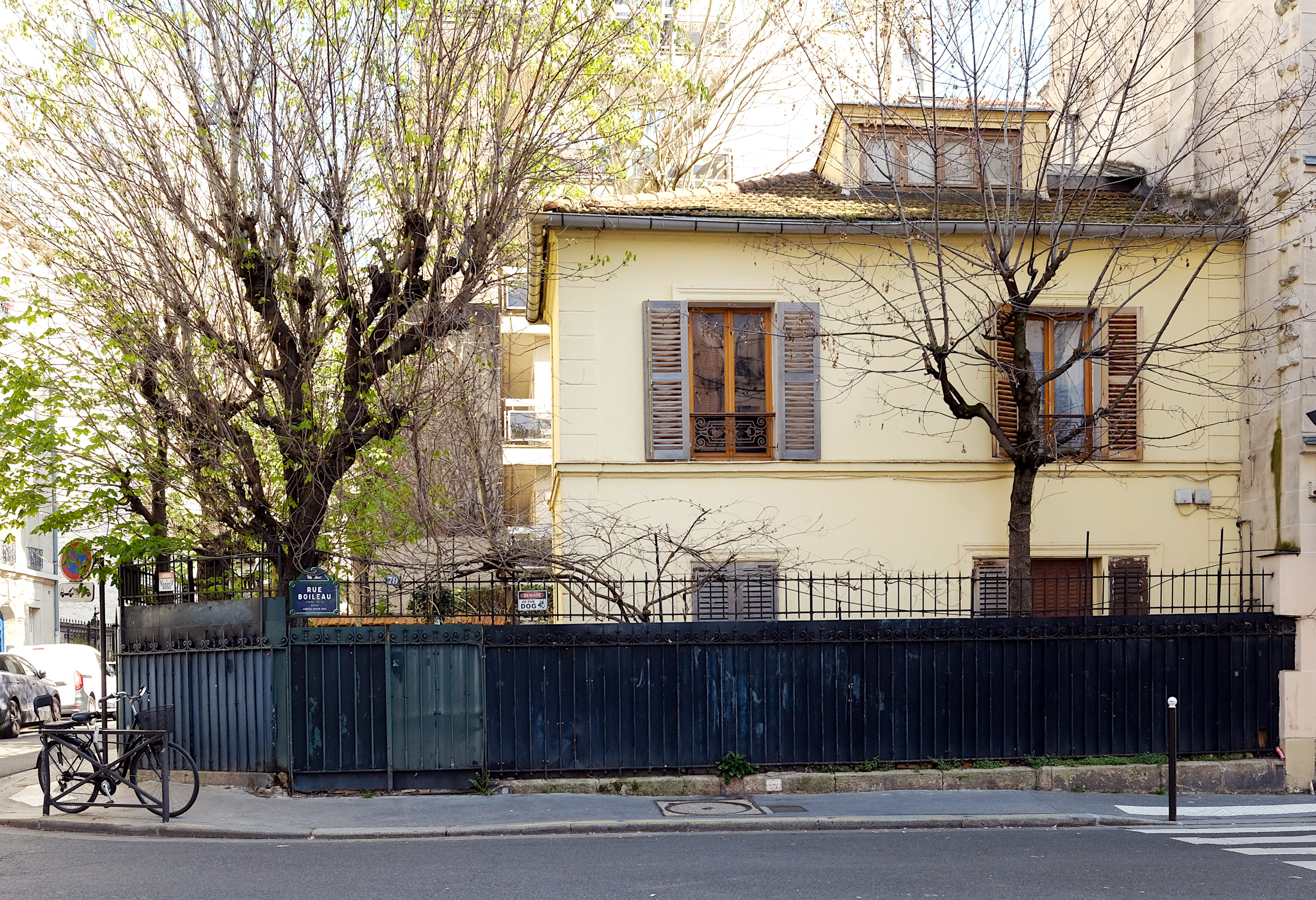
Maison de ville au no 79.
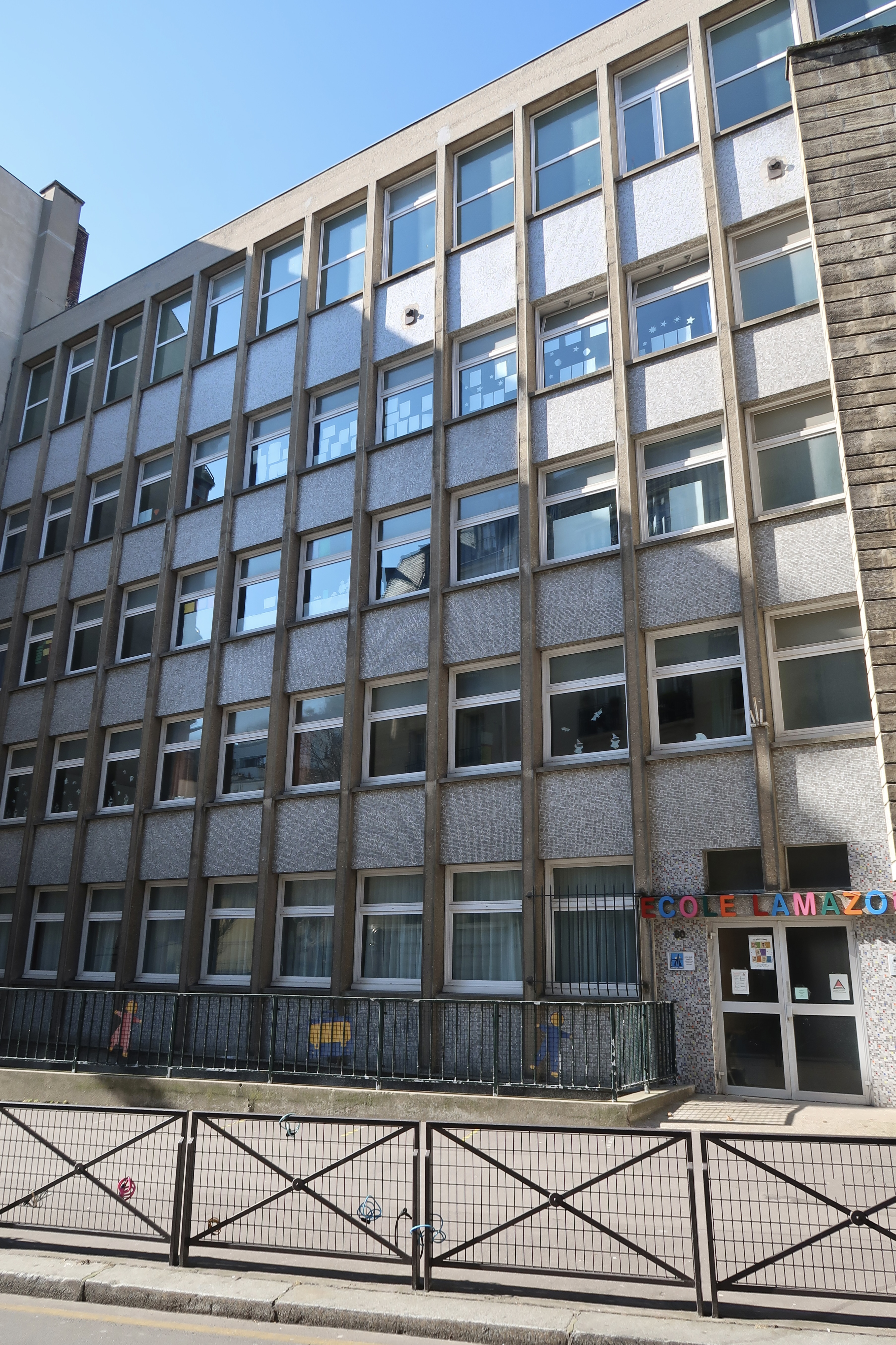
École primaire Lamazou au no 80.

## Dans la fiction

### Films
- Jeunesse aux cœurs ardents (ex : À jamais fidèle[18]) de Cheyenne Carron[19]